# 陳祉嘉
陳祉嘉（CHAN Tsz Ka Kaka，1990年2月10日—），香港女子羽毛球運動員。畢業於浸信會呂明才中學，曾經獲得2009年度香港傑出運動員選舉「最具潛質運動員」獎。夫黃永棋為香港退役羽球運動員。

## 簡歷
2008年，陳祉嘉在家人建議下於中五畢業後轉做全職運動員，年內便在印尼贏得羽毛球青少年公開賽冠軍。2009年，她在全港羽毛球錦標賽同時贏得女單和女雙（夥拍：謝影雪）冠軍，同年又在香港傑出運動員選舉獲選為「最具潛質運動員」。
2009年12月，陳祉嘉代表香港出戰東亞運動會，參加羽毛球比賽的女子團體項目，奪得銅牌。
2010年11月，陳祉嘉代替因「禁藥事件」被停賽的周蜜，代表香港出戰廣州亞運會，參加羽毛球比賽的女子雙打（夥拍：周凱華）及女子團體項目。
2013年8月，陳祉嘉參加中國廣州舉行的世界羽毛球錦標賽，出戰女子單打項目，首圈以2-1反勝丹麥選手萊恩·杰克斯菲德晉級，但在第二圈就以1比2（10-21、22-20、9-21）不敵13號種子、韓國的裴延姝出局。

## 主要比賽成績
只列出曾進入準決賽的國際賽事成績：
| 年份   | 賽事                     | 公開賽級別 | 項目     | 拍檔   | 成績   |
| ------ | ------------------------ | ---------- | -------- | ------ | ------ |
| 2008年 | 亚洲青年羽毛球錦標賽     | 其他       | 混合團體 | －     | 季軍   |
| 2008年 | 亚洲青年羽毛球錦標賽     | 其他       | 女子雙打 | 謝影雪 | 铜牌   |
| 2009年 | 馬來西亞羽毛球國際挑戰賽 | 國際挑戰賽 | 女子單打 | －     | 準決賽 |
| 2010年 | 德國羽毛球大獎賽         | 大獎賽     | 女子單打 | －     | 準決賽 |
| 2010年 | 波蘭羽毛球國際賽         | 國際挑戰賽 | 女子單打 | －     | 亞軍   |
| 2010年 | 波蘭羽毛球國際賽         | 國際挑戰賽 | 女子雙打 | 周凱華 | 亞軍   |
| 2011年 | 印度羽毛球國際挑戰賽     | 國際挑戰賽 | 女子單打 | －     | 準決賽 |
| 2011年 | 印度羽毛球黃金大獎賽     | 黃金大獎賽 | 女子單打 | －     | 準決賽 |
| 2012年 | 奧地利羽毛球國際挑戰賽   | 國際挑戰賽 | 女子單打 | －     | 亞軍   |
| 2013年 | 東亞運動會羽毛球比賽     | 其他       | 女子團體 | －     | 銅牌   |
| 2014年 | 荷蘭羽毛球大獎賽         | 大獎賽     | 女子雙打 | 謝影雪 | 準決賽 |

| 2007-2017年 | 首要超級賽 | 超級賽 | 黃金大獎賽 | 大獎賽 | 國際挑戰賽 | 國際系列賽 | 未來系列賽 | 其他 |

| 2018-2026年 | 總決賽 | 超級1000賽 | 超級750賽 | 超級500賽 | 超級300賽 | 超級100賽 | 國際挑戰賽 | 國際系列賽 | 未來系列賽 | 其他 |

### 奧運會和世錦賽參賽紀錄
|          | 搭檔   | 2009 | 2010 | 2011 | 2012 | 2013 |
| -------- | ------ | ---- | ---- | ---- | ---- | ---- |
| 女子單打 | －     | －   | －   | 32強 | －   | 32強 |
|          |        |      |      |      |      |      |
| 女子雙打 | 謝影雪 | 32強 | －   | －   | －   | －   |
| 女子雙打 | 周凱華 | －   | 32強 | 16強 | －   | －   |

## 榮譽
- 香港傑出運動員選舉

「香港最具潛質運動員」（2009年）

## 外部連結
- 運動員資料 - 陳祉嘉[永久]